# ステンドグラス

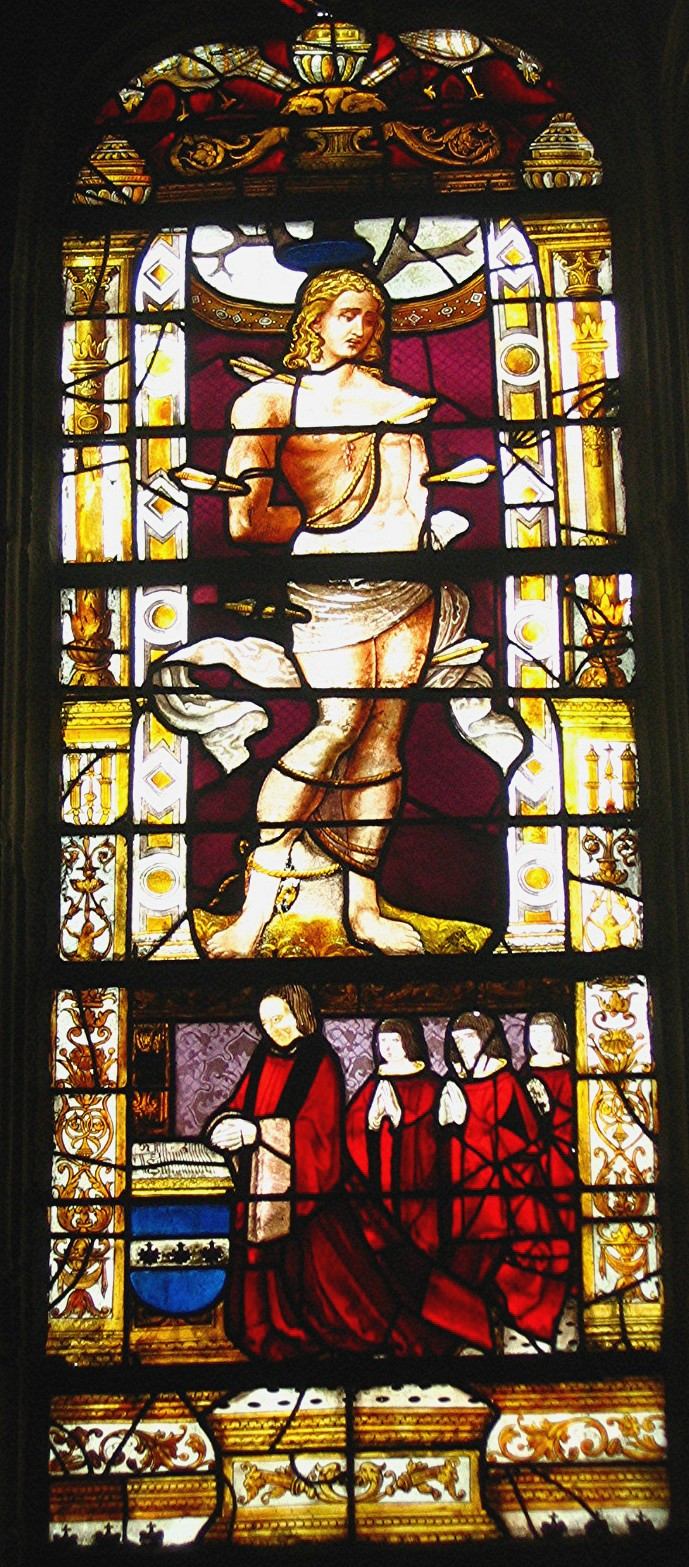
フランス・レ＝ザンドリ（Les Andelys）ノートルダム寺院のステンドグラス

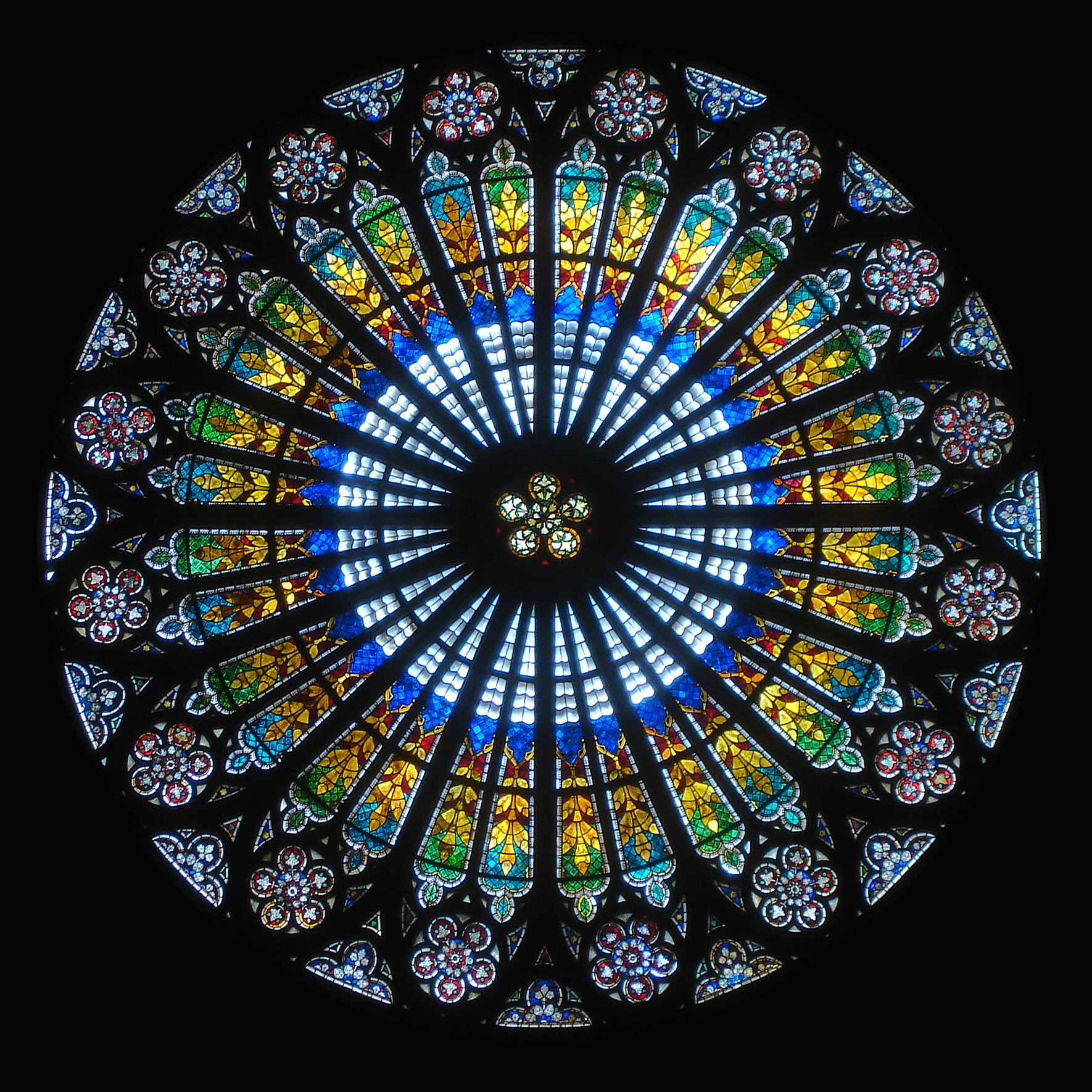
フランス・ストラスブール大聖堂 (Cathédrale Notre-Dame de Strasbourg) のステンドグラス（バラ窓）

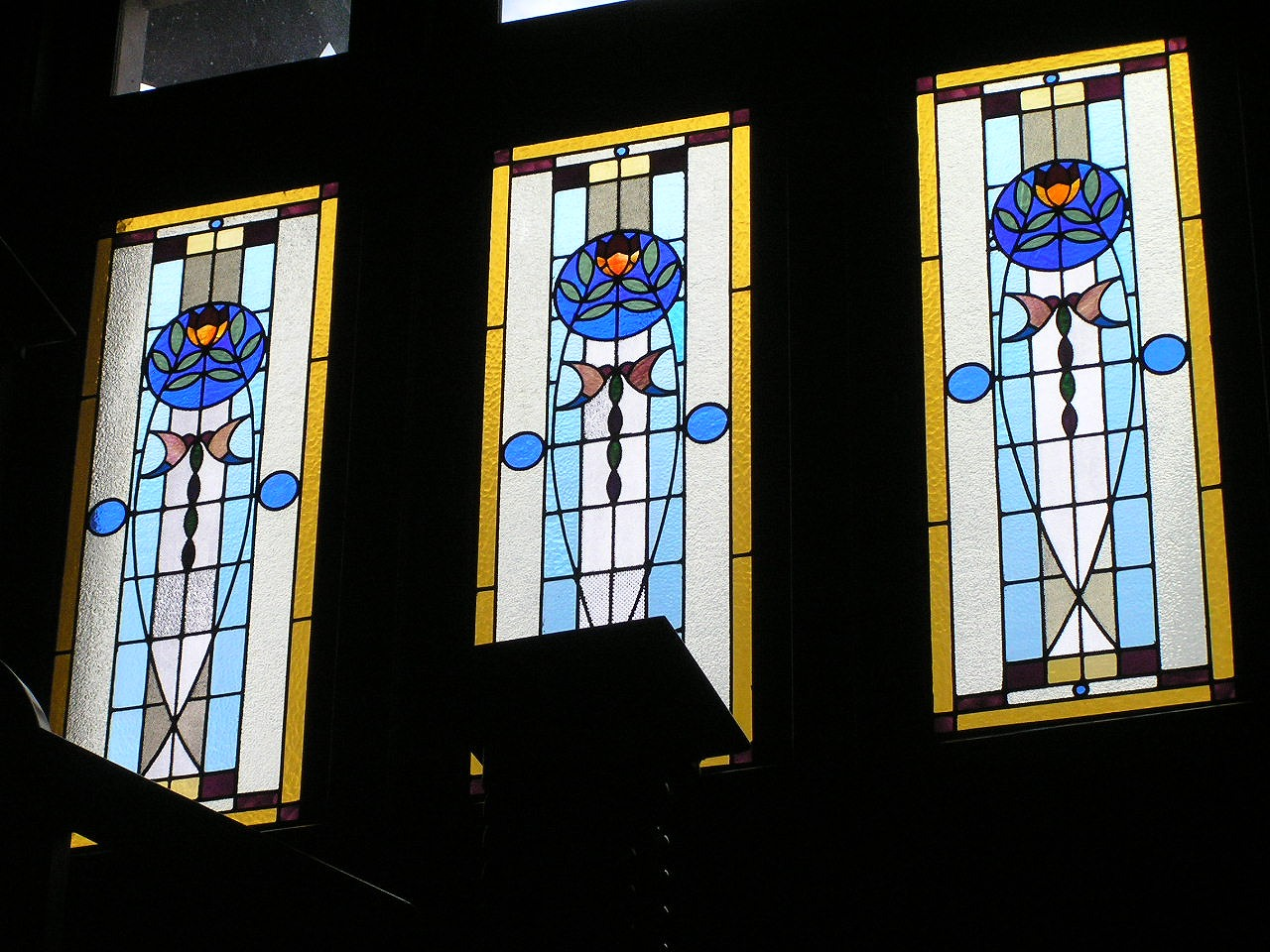
簡潔な模様が多くなった近代のステンドグラス

ステンドグラス (英語：stained glass) は、エ字形の断面を持つ鉛のリムを用いて着色ガラスの小片を結合し、絵や模様を表現したもの。

## 用途
ガラスに金属酸化物を混入することで着色している。キリスト教の教会や西洋館の窓の装飾に多く用いられる。外部からの透過光で見るため、人の目に非常に美しく映る。装飾を否定するモダニズム建築全盛の時期になるとあまり用いられなくなったが、今日では再びステンドグラスが見直され、公共建築、住宅、教会堂などに採用されている。ガラス工芸として、ランプの傘などにも用いられる。

## 古代
404年に再建されたイスタンブールの聖ソフィア寺院では着色されていない板ガラスを窓に用いていた。一方、500年前後に完成した同地区の寺院にはステンドグラスの跡が残っている。当時のガラスはフェニキア人から伝わった吹きざお製法を発展させたローマンガラスである。

## 中世
破片の形で残る最も古いステンドグラスは、フランク王国のカール大帝の支配下にあったロルシュ修道院（ドイツのヘッセン州）で見つかっている。修道院は764年創建だが、ステンドグラス自体は9世紀のものだと推定されている。ステンドグラスにはキリスト像が描かれていた。原型を留める最古のステンドグラスは、ドイツ南部バイエルン州に位置するアウクスブルク大聖堂に残る。ダニエルをはじめとする5人の預言者を描いたステンドグラスは12世紀初頭の作品だと考えられている。
その後、ステンドグラスはフランスにおいて発展していく。12世紀頃になるとロマネスク美術に続いてゴシック美術が北フランスから興り、建築技術の向上が見られた。飛梁の発明により天井は高く壁は薄くなり、大きな窓が可能になった。ゴシック様式を採用した教会堂の窓には彩色の施されたステンドグラスが使用されるようになり、教会堂は光のあふれる空間となった。
12世紀の代表的なステンドグラスは、パリの南西90kmに位置するシャルトル大聖堂のものである。西正面と南北の入り口上部にあるプレート・トリサリー形式のバラ窓など、176ものステンドグラスを誇る。「美しきガラス窓の聖母」、「薔薇のステンドグラス」など多数、青と赤の色彩が特徴的である。着色に使われた金属酸化物が不純物を含んでいること、ガラスの表面が平面ではないことから、複雑で微妙な色彩をかもし出している。
イングランドでは、1220年から1472年にかけて建設されたヨーク大聖堂 (York Minster) が最大級である。10万枚以上のガラス片を用いた200m2近いステンドグラスが残る。
ローマ帝国以後、ガラスの製造は沈滞していたが、ステンドグラスの興隆とともに、ガラス製造にも革新が起こった。1291年に海軍国家となって繁栄し始めたヴェネツィアがムラーノにガラス工場を集積。ローマンガラスの質を高めた。今日でもヴェネツィアン・グラスとして知られている。ステンドグラスと並び、ガラス器の製造も盛んになっていった。

## 近代
中世回帰を目指すアーツ・アンド・クラフツ運動と、その後のアール・ヌーヴォーの装飾ではステンドグラスが好まれた。作家としてはクリストファー・ウォール（1849年-1924年）等が知られモリス商会の主力商品の一つはステンドグラスであった。

## 日本

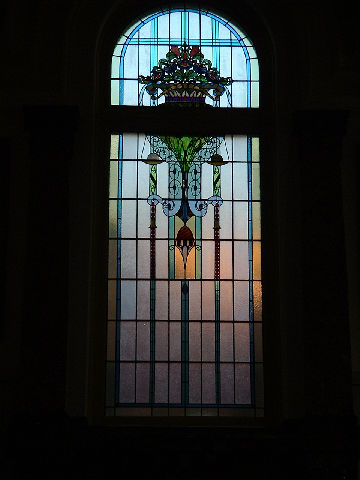
名古屋市市政資料館・中央階段室のステンドグラス

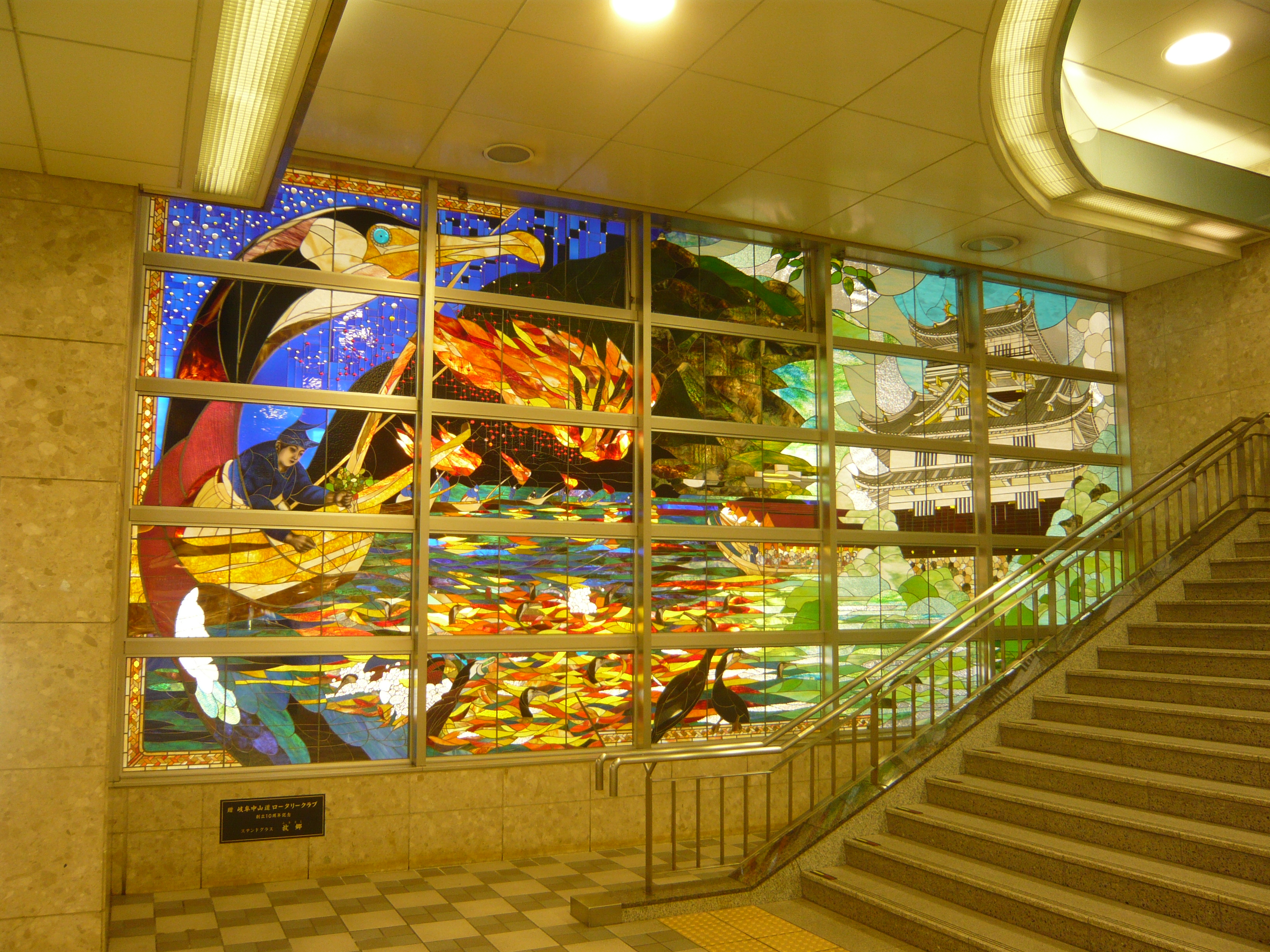
長良川鵜飼をデザインしたステンドグラス
（岐阜駅にて）

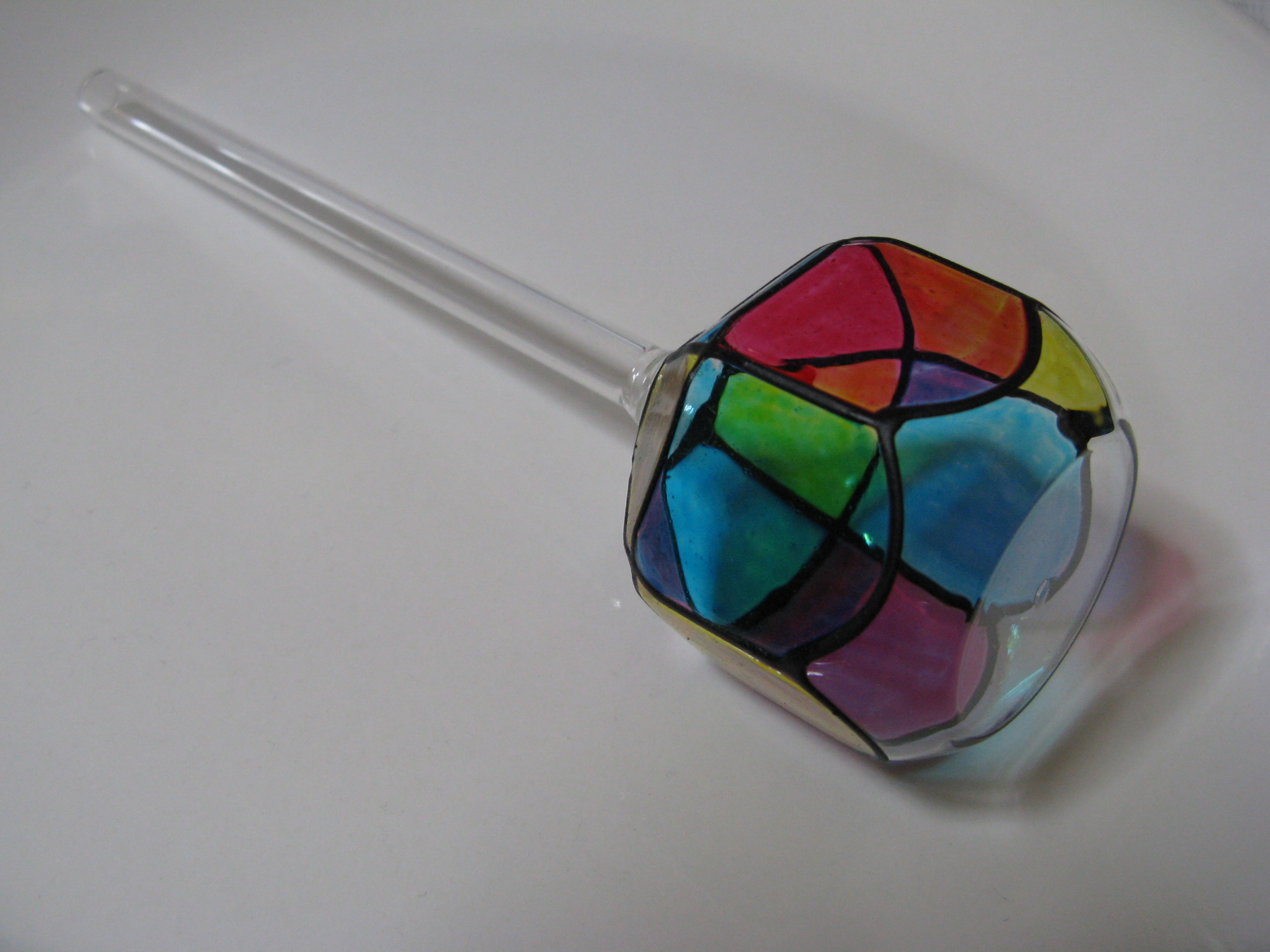
ぽぴん

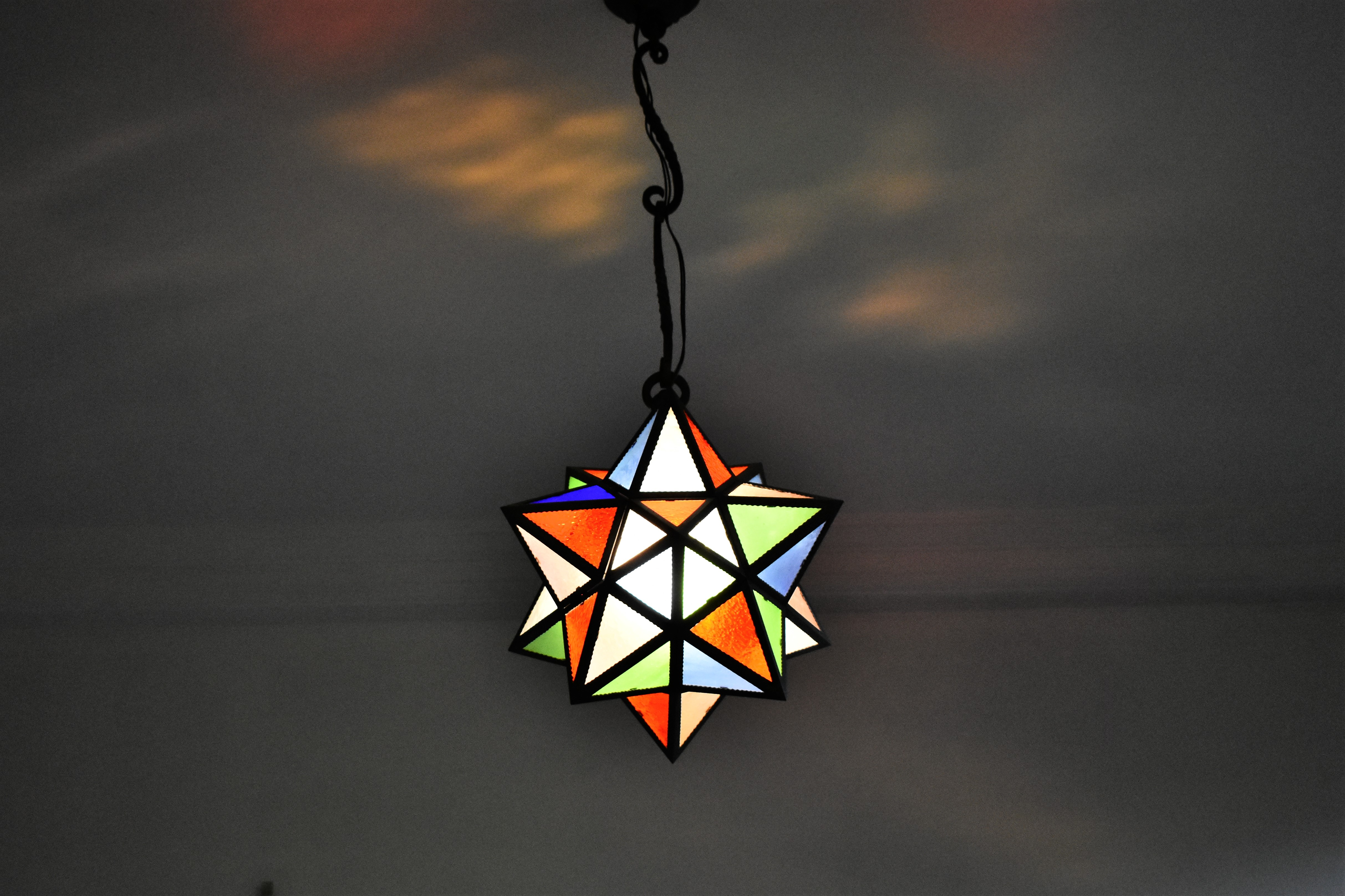
東京都庭園美術館（旧朝香宮邸）内の照明

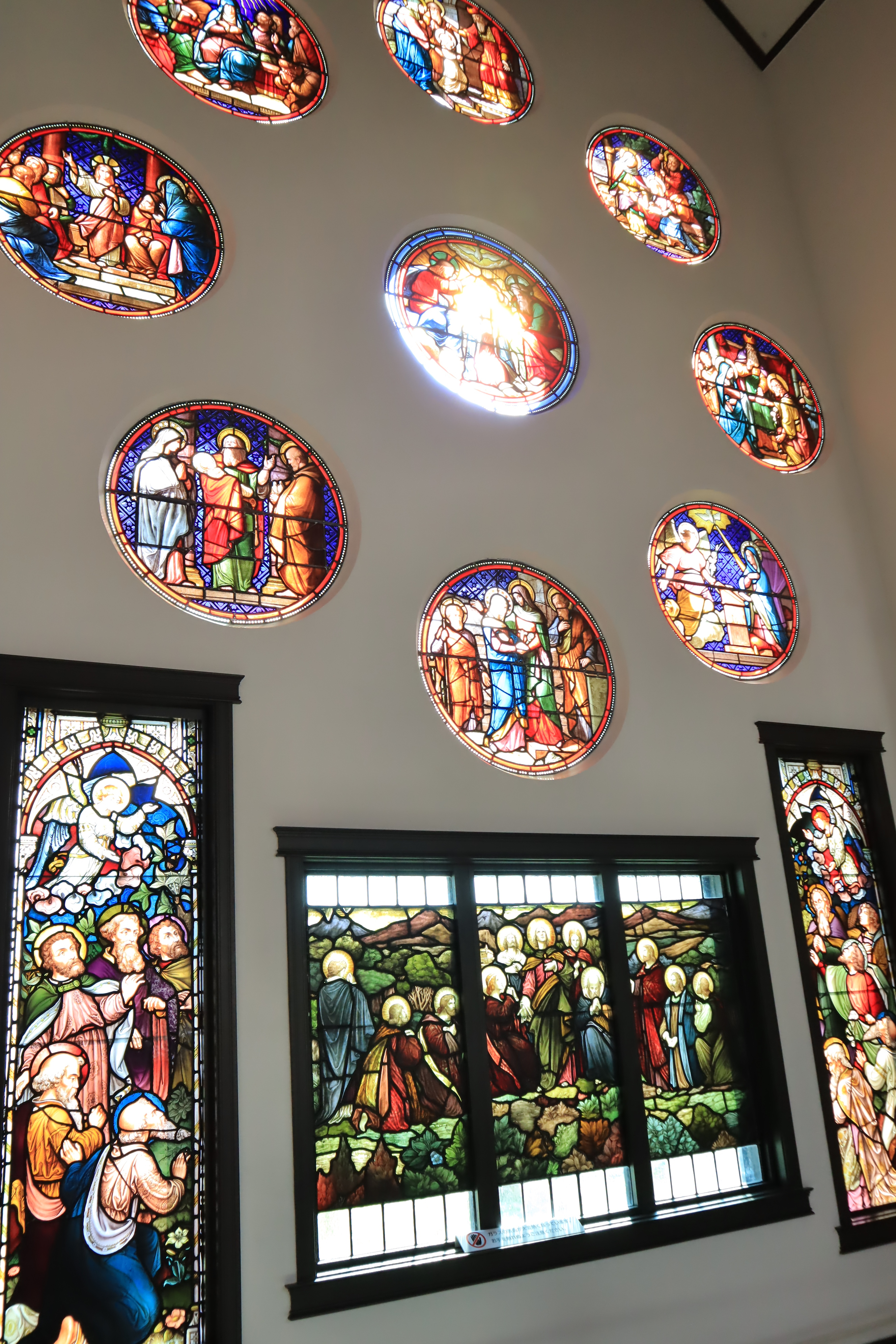
掛川市ステンドグラス美術館内の展示物（掛川市役所観光・CP課により撮影）

日本では近代建築とともにステンドグラスの技法が伝えられた。素朴なものでは長崎市にある大浦天主堂（国宝）のステンドグラスがある。海外で制作された作品を輸入して取り付けることもあったが、明治時代後半から日本人もステンドグラスの技法を身に付け、次第に自前で造るようになった。日本の技術者にはドイツ系と米国系の2派があった。日本のステンドグラス制作の祖と言われる宇野沢辰雄（1867-1911年）は、東京職工学校在学中に官庁集中計画のためにドイツへ派遣される留学生の一人に選ばれ、陰影の深いヨーロッパ系ステンド・グラスのデザインを学び、帰国後宇野澤工房を開設して、日本最大規模とされる国会議事堂や大阪府立中之島図書館など多くのステンドグラスを手掛けた。その弟子である木内真太郎（1880-1968年）も多くのステンドグラスを制作し、その資料を遺した。アメリカ系のステンド・グラス作家である小川三知は、東京美術学校日本画科を卒業後海外実業練習生として渡米し、ルイス・カムフォート・ティファニーが考案した乳白色ガラスに見られる米国の近代的ステンド・グラスを日本へ導入した。慶應義塾大学図書館（東京）の大ステンドグラスは、和田英作の原画により、小川三知が制作したものだが、太平洋戦争の戦災で失われて、現在は原画をもとに復元されている。大正時代以降は洋風住宅の普及とともに流行し、一般の住宅にも使われるようになった。羽渕紅洲は大阪カテドラル聖マリア大聖堂や乙女峠マリア聖堂など西日本に数多くの作品を遺している。公共建築物では、名古屋市市政資料館（旧名古屋控訴院・地方裁判所・区裁判所庁舎、1922年）の中央階段室にステンドグラスがある。2015年には、日本初のステンドグラス専門の公立美術館として、掛川市ステンドグラス美術館が開館した。
パネルの強度を高める為に、鉛線の全面をハンダで覆い接合する日本で独自に生み出された全面ハンダ技法を用いる事がある。

### 世界遺産
- イギリス - カンタベリー大聖堂
- ドイツ - ケルン大聖堂、ロルシュの修道院（ステンドグラスは現存しない）
- フランス - アミアン大聖堂、シャルトル大聖堂、パリのセーヌ河岸、ブルージュ大聖堂
- トルコ - スルタンアフメト・モスク

### 作品
- バラ窓
- エッサイ窓 ‐教会の一部でみられるエッサイの木の木の部分を窓の桟として使用した表現技法

### その他
- 交響的印象 『教会のステンドグラス』（オットリーノ・レスピーギ）
- 虹 - キリスト教では虹は神からのメッセージとされ、教会のステンドグラスは虹を模したものである。